# Берти, Джан Марко
Джан Марко Берти (итал. Gian Marco Berti; 11 ноября 1982, Сан-Марино) — сан-маринский стрелок из гладкоствольного ружья, серебряный призёр Олимпийских игр.

## Биография
Свою карьеру начал в 1996 году. В свободное от спорта время Берти изучал право в Урбинском университете. В 2020 году дебютировал на Олимпийских играх в Токио. В дуэте с Алессандрой Перилли Джан Марко завоевал серебро в новой дисциплине — миксте. Причём до последнего момента санмаринцы претендовали на золото и только в «перестрелке» после равного счёта проиграли испанским стрелкам. Эта медаль стала для крохотной европейской страны второй за всё время её выступлений на Олимпиадах. Первую (бронзу) несколькими днями ранее в трапе в Токио взяла Перилли.

## Выступления на Олимпиадах
| Олимпиада  | Дисциплина   | Место |
| ---------- | ------------ | ----- |
| Токио 2020 | Трап         | 18    |
| Токио 2020 | Трап (микст) | 2     |

## Семья
Отец спортсмена Джан Никола Берти (род. 1960) — бывший капитан-регент Сан-Марино, ранее занимавшийся стрельбой. Он становился серебряным призёром Средиземноморских игр в трапе (1987) и представлял Сан-Марино на Олимпийских играх в Сеуле в 1988 году. Также капитанами-регентами Сан-Марино были его тётя (дважды) и дед Джан Марко (1930—2014).